# 木曾義利
木曾 義利（きそ よしとし)、天正5年（1577年） - 寛永17年（1640年））は、安土桃山時代、江戸時代の人物。武田信玄の外孫。大名としての木曾氏の最後の当主。

## 経歴
天正18年（1590年）、小田原征伐の際に父の義昌は病気であったために、嫡男で、当時14歳の義利を派遣したが合戦に遭遇しなかった。
同年、父の木曾義昌は、徳川家康の関東移封に伴い、先祖代々所領としていた信州木曽谷から下総の海上郡阿知戸1万石（網戸、現在の旭市）へ国替となり、木曽谷は太閤蔵入地となり、犬山城主であった石川光吉が木曾代官も兼務して支配した。
文禄4年（1595年）、父の義昌が没したことにより家督を相続したが、父の遺骸を城の西方にあった湖の椿海に沈め、異例の水葬にした。
また、義利は粗暴な振る舞いが多く、父の義昌が織田信長から拝領した「鈴蟲」という轡を、叔父の上松義豊（上松蔵人）が、掠め取って返さないことを理由に殺害したり、愛妾が小姓と密通したと思い込み糾明もせず、両人を牛裂きの刑に処したりした。
それらのことを耳にした家康によって、慶長5年(1600年)、改易処分となり、下総阿知戸(網戸)1万石を収公された。
その後、小山評定の時に家康のもとへ参じて、東軍に加わって中山道を西に進軍する軍勢に加わりたいと申し出たが、本多正信が、義利は愚かなので、件の手段には用は足るまい。それよりも木曾氏の重臣であった山村良勝・千村良重・馬場昌次らを用いるべきと進言したため、義利は退けられて加わることができなかった。
その後、木曽谷に居た、母・真竜院（真理姫）の下へ赴き、隠棲したともいわれるが、阿知戸(網戸)を退去した後の義利に関しては、確たる史料に基づく消息は残っていない。
東国から諸国への行脚を思い立ち､木曽を通って四国に至り讃岐国で死去したと伝わる。
また京都に行き剃髪して宗億と号し、蒲生氏に寄宿したとされる。
また松平定勝に仕えて、寛永17年（1640年）5月16日に、伊予国松山で没したとする説もあるが、確証は無い。
弟（義昌三男）の義春は大坂の陣における豊臣秀頼の浪人募集に応じ、大坂城に入って戦死した。
もう一人の弟（義昌四男）の義一（義通）も、母の真竜院と共に木曽谷で隠遁したとされるが、その後や子孫に関しては伝わっていない。
長崎県平戸市大島村（的山大島）では義利が流浪して、長崎県壱岐島湯本に居た時に、平戸藩松浦氏より的山大島の政務役に任ぜられ、井元弥七左衛門義利と改名しその地を治め寛永3年（1626年）12月14日に没したと伝えられている。
前平免神山地区に井元家初代（義利）、二代の墓と木曽家先祖に対する水向塔がある。
井元家は三代の義信が「井元鯨組」を創業し大島村神浦を整備して捕鯨を行っており、井元家墓地には九州最古の鯨供養塔もある。
子の玄蕃義辰（よしとき）は、後の伊予松山藩主松平家に仕えたが、後に故あって浪人となり、その子らは最終的に元は木曾氏の一族で、尾張藩の重臣となっていた千村平右衛門家や山村甚兵衛家を頼り、尾張藩ほかに召し抱えられた。